# Dolicharthria charonialis
Dolicharthria charonialis is een vlinder uit de familie van de grasmotten (Crambidae), uit de onderfamilie van de Spilomelinae. De wetenschappelijke naam van deze soort is voor het eerst voorgesteld als Asopia charonialis door Francis Walker in een publicatie uit 1859. De soort werd in het verleden geplaatst in het geslacht Mabra.
De soort komt voor in China (Shanghai), Siberië, Korea en Japan.
De vliegtijd is in juni, augustus en september.